# 新安府
新安府，是明代交阯承宣布政使司下轄的一個府，領三州；直辖峡山县（府治，今越南海陽省荆门市社）、太平县、多翼县、河瑰县、西关县，东潮州下辖东潮县、古费县、安老县、水棠县四县，靖安州下辖同安县、支封县、安立县、安和县、新安县、大渎县、万宁县、云屯县八县，下洪州下辖长津县、四岐县、同利县、清沔县四縣。

明代交阯承宣布政使司

## 沿革
- 明永樂五年六月癸未（1407年7月5日）置新安府，領州三縣二十一。
- 永樂六年（1408年）十月，废除东潮縣、同安县、长津縣三县，領州三縣十八。
- 永樂九年（1411年）八月，废除大渎縣三县，領州三縣十七。
- 永樂十三年八月二十二日丙戌（1415年9月24日），多翼縣、太平縣二县归属镇蛮府，谅山府的南策州、至灵县、平河县来属，領州四縣十七。
- 永樂十三年八月二十三日丁亥（1415年9月25日），废除安立縣、西关县、阿瑰縣三县，領州三縣十四。
- 永樂十七年九月十三日乙卯（1419年10月2日），废除至灵县、四岐縣、清沔縣、水棠县、支封縣、云屯縣，領州四縣八。
- 宣德二年（1427年）十一月，明军撤退，废除新安府。